# Fryderyka Lazarusówna
Fryderyka Lazarusówna (ur. 23 grudnia 1879 we Lwowie, zm. 1942) – polska pisarka żydowskiego pochodzenia, nauczycielka i działaczka oświatowa.
Znana jako reformatorka pedagogiki, była bliska ideom Janusza Korczaka.

## Życiorys
Urodziła się 23 grudnia 1879 we Lwowie. Była córką Maurycego, dyrektora banku, i Róży z Jollesów. Jej siostrą była Hermina, która później została żoną socjalistycznego polityka Hermana Diamanda.
Wykształcenie pobierała na pensji Wiktorii Niedziałkowskiej we Lwowie, następnie w Paryżu i w berlińskim Pestalozzi-Fröbelhaus. Maturę seminarialną zdała eksternistycznie w Rzeszowie. Na ukształtowanie się jej patriotycznych postaw wpływ miała Maria Wysłouchowa, nauczycielka języka polskiego na pensji Niedziałkowskiej. Z ideami socjalistycznymi zetknęła się w domu swojej siostry Herminy, żony Hermana Diamanda. 
Była zaangażowana w towarzystwie charytatywnym Przytułek we Lwowie, pełniąc funkcję jednej z zastępczyń wydziału w 1902. Pracę zawodową rozpoczęła po 1905 w Warszawie. Uczyła na kursie ochroniarskim, prowadzonym półlegalnie przez Marię Weryho-Radziwiłowiczową przy szkole gospodarczej dla dziewcząt w podwarszawskich Włochach. Współpracowała też przy zakładaniu świetlic dla dzieci w dzielnicach robotniczych Warszawy.
Należała do kręgu Janusza Korczaka oraz Marii i Leona Falskich. Ze względu na żydowskie pochodzenie i przynależność do PPSD przez dłuższy czas miała problem ze znalezieniem pracy w szkolnictwie. Ostatecznie podjęła pracę jako prywatna nauczycielka w szkole żydowskiej fundacji barona Hirscha w Tarnowie.
W okresie I wojny światowej była dyrektorką ochronki i świetlicy dla sierot po legionistach we Lwowie, założonej przez Ligę Kobiet. Przy kierowanej instytucji Lazarusówna zorganizowała kształcenie przedszkolanek, ucząc je metody Montessori. Stała się celem ataków o podłożu wyznaniowym ze strony Związku Chrześcijańskich Towarzystw Kobiecych (ZChTK). Delegatki ZChTK domagały się od Koła Ligi Kobiet, które prawdopodobnie wchodziło w skład ZChTK, pozbycia się Lazarusówny. Postulat został odrzucony jako nieuzasadniona ingerencja w wewnętrzne sprawy organizacji. Sytuacja ta wywołała silną reakcję kół kościelnych. Rzymskokatolicki biskup Lwowa Józef Bilczewski domagał się w swoim okólniku wystąpienia katolickich kobiet z Koła Ligi Kobiet. Spory spowodowały rezygnację Lazarusówny z pełnionej funkcji. Nie wiadomo, czy skutkiem tych wydarzeń był również wystąpienie z KLK. 
W latach 1918–1925 pracowała w zakładach sierocych, najpierw w zakładzie dla sierot żydowskich w Warszawie, później w żydowskim internacie im. Jakuba Stroha we Lwowie. Około 1925 uczyła języka polskiego, przyrody oraz robót ręcznych najpierw w Prywatnym Gimnazjum Humanistycznym im. Adama Mickiewicza, a potem w szkołach powszechnych: im. Jana Sobieskiego i im. Mikołaja Reja w tym mieście. W tej ostatniej uczyła do czerwca 1941. 
Działała też w Czerwonym Harcerstwie oraz była członkiem zarządu Robotniczego Towarzystwa Przyjaciół Dzieci. We wrześniu 1939 pracowała w punkcie opieki dla nauczycieli uchodźców zorganizowanym przez lwowskie Ognisko Nauczycielskie. W okresie okupacji Lwowa przez Niemców pracowała w Städtische Werkstätte. W połowie sierpnia 1942 została aresztowana we własnym mieszkaniu. Miejsce i data jej śmierci nie są znane.

## Twórczość literacka
Napisała około dwudziestu książek dla dzieci, w tym: Moja gromadka (1910), Złoty pokoik (1909), Nasza klasa (1921), Migawkowe zdjęcia (1927), Mali robotnicy (1927), O Marysi sanitariuszce (1930), Maciejówka (1931), Józefów (1931), Na stogu siana (1932), Znajomi (1933).